# Castle Union

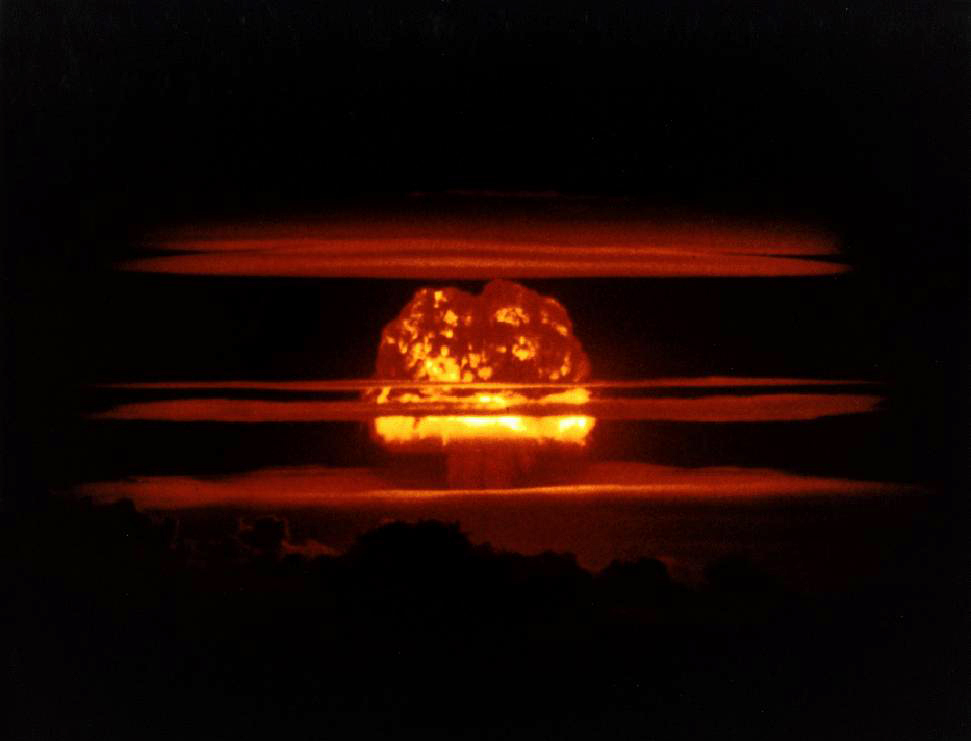
Grzyb atomowy powstały w wyniku eksplozji

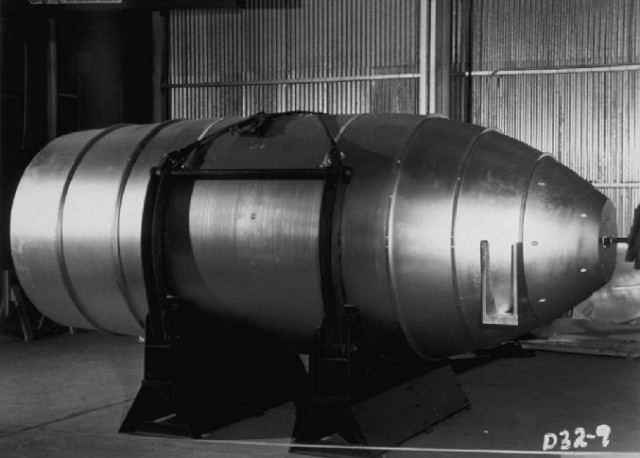
Bomba atomowa Mark 14

Castle Union – nazwa kodowa (kryptonim) nadana próbnej eksplozji termojądrowej przeprowadzonej 26 kwietnia 1954 roku na atolu Bikini należącym do Stanów Zjednoczonych. Była to czwarta eksplozja przeprowadzona w ramach "Operacji Castle". Siła wybuchu wyniosła 6,9 megatony (zakładano 3-4 megatony).